# ياكوب بارتش
ياكوب بارتش (بالألمانية: Jacob Bartsch)‏ (و. 1600 – 1633 م) هو عالم فلك، ورياضياتي، وطبيب ألماني، توفي عن عمر يناهز 33 عاماً.

## التعليم
تعلم في University of Strasbourg ‏
.